# Dicranomyia (Dicranomyia) elquiensis
Dicranomyia (Dicranomyia) elquiensis is een tweevleugelige uit de familie steltmuggen (Limoniidae). De soort komt voor in het Neotropisch gebied.